# Sébastien Le Prestre de Vauban
Sébastien Le Prestre, Seigneur de Vauban, később Marquis de Vauban (1633. május 1. vagy május 4. (május 15-én lett megkeresztelve) – 1707. március 30.) Franciaország marsallja, kora leghíresebb hadmérnöke és hadi építésze.

## Élete
Burgundiában, Saint-Léger-de-Foucheret-ben született, kisnemesi családban. Szülőhelyét, mely 1790 óta a mai Yonne megyéhez (département) tartozik, később az ő tiszteletére Saint-Léger-Vaubannak nevezték át. A fiú 10 éves korában árvaságra jutott és nagy szegénységben, paraszti környezetben töltötte gyermek- és ifjúkorát. Szerencséjére a helyi karmeliták iskolájába került, ahol kitűnt matematikai, geometriai érdeklődésével és tehetségével.
Még nem volt 18 éves, amikor csatlakozott Condé herceg ezredéhez a Fronde polgárháborúban, a király ellen harcoló főnemesi felkelők oldalán. Itt szerezte első tapasztalatait az erődítmények építésében. 1653-ban fogságba esett, és Mazarin bíboros személyesen győzte meg a sokat ígérő tehetségnek látszó fiatalembert, hogy álljon át a király pártjára.
1655-ben a 22 éves Vauban megkapta a „királyi mérnök” rangot. A következő években sikeresen vezette Montmédy, Gravelines, Ypres (Ypern) és Oudenaarde erődítményeinek ostromát. 1663-ban saját századot kapott a Pikárdia ezredben.
Eleinte Clerville katonai építész segédjeként tevékenykedett, de fokozatosan vetélytársává vált. 1667-ben XIV. Lajos egyértelműen őt helyezte előtérbe, amikor megbízta Lille citadellájának felépítésével. 1676-ban tábornaggyá (marsallá) nevezték ki, 1678-ban pedig az erődítmények főfelügyelője rangot kapta.
A királyi hadsereg legmagasabb rangját, a Franciaország marsallja (Maréchal de France) címet 1703-ban érte el, a spanyol örökösödési háború során, a Rajna jobb partján fekvő Alt-Breisach birodalmi város ismételt elfoglalása után. (A várost XIV. Lajos az 1648-as vesztfáliai békeszerződésben szerezte meg, és az 1697-es rijswijki békeszerződés adta vissza azt a Német-római Birodalomnak). Ez volt az utolsó ostrom, amelyben a 70 éves Vauban személyesen részt vett. 1705-ben a Szentlélek-rend („Ordre du Saint-Esprit”) lovagja lett.
Vauban 1660-ban feleségül vette unokatestvérét, Jeanne d’Aunay-t, d’Epiry bárójának leányát. Három gyermekük közül az egyetlen fiú korán meghalt. Vauban ideje legnagyobb részét a király szolgálatában Franciaország határvidékein töltötte. 1675-ben megszerezte a Bazoches uradalmat, kastéllyal és faluval Vézelay közelében. Ez lett a családi birtok, egyben itt állította fel műszaki főhadiszállását is. Egy külön szárnyban nagy műtermet alakított ki.
1707-ben anonim tanulmányt írt a lakosságot sújtó adórendszer reformjának szükségességéről „Projèt d’une dîme royale” (Egy királyi tized tervezete) címmel, és azt barátai, ismerősei körében terjesztette. Emiatt kegyvesztetté vált a király előtt. 1707-ben párizsi palotájában halt meg tüdőgyulladásban, birtokán temették el. Sírját 1793-ban a forradalmárok kirabolták, ólomkoporsójából golyót öntöttek.
1804-ben a helyi templomban egy ólomurnában megtalálták Vaubannak - a kor szokásai szerint - külön eltemetett szívét. Napóleon császár rendeletére ezt Párizsba vitték és ünnepélyesen az Invalidusok dómjában helyezték el. Szülőhelye, Saint-Léger-le-Foucheret 1867-ben III. Napóleon rendelete alapján a „Saint-Léger-Vauban” nevet kapta.

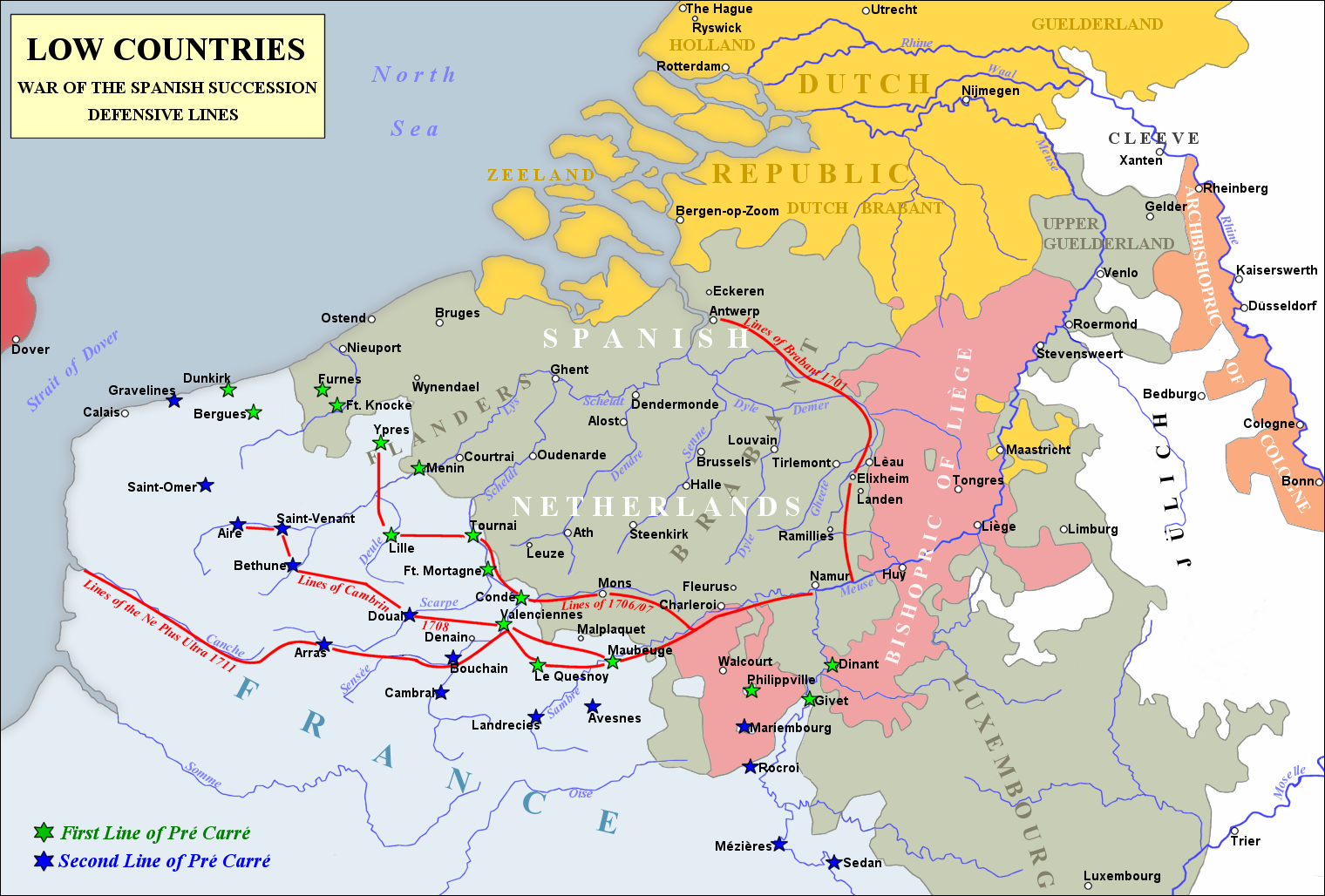
Vauban kettős francia határvédő erődrendszere, a Pré Carré-vonal, Spanyol Németalföld határán. Világoszöld csillaggal az első erődvonal, kék csillaggal a második erődvonal elemei vannak jelölve

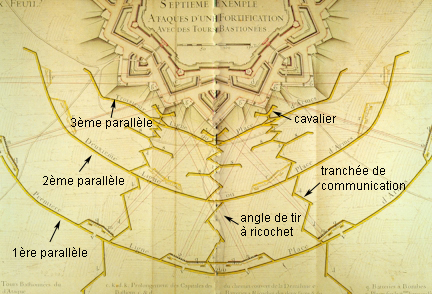
A párhuzamos lövészárkok sémája

## Tudományos munkássága
Munkássága nagyrészt egybeesett XIV. Lajos uralkodásával, amelyet a gazdasági fellendülés és a nagy háborúk egyaránt jellemeztek. 56 szolgálati éve alatt 33 új erődítményt tervezett, 160 helyszínre 400 tervet készített, számtalan régi erődöt modernizált. Ő hozta létre az erődítmények láncolatát, az ún. vas-övet („enceinte de fer”) Franciaország határai mentén. 53 ostromban és 140 csatában vett részt, többször megsebesült. Egész sor találmánnyal, új elmélettel gazdagította a hadtudományt, mind a támadás, mind a védekezés terén. Maastricht ostroma idején, 1673-ban kezdte alkalmazni a – török katonai gyakorlatból átvett – párhuzamos lövészárkok módszerét az ellenséges erődítmények megközelítésére, 1697-ben pedig, Ath ostrománál vetette be a felpattanó lövés tüzérségi módszerét. (Ennek során úgy céloztak, hogy az ágyúlövedék lapos szögben ütközzön a talajjal vagy más sima felülettel, amelyen megpattanva és tovább repülve sodorjon el mindent, ami az útjába akad.) Egyik fő alkotása a Neuf-Brisach-i (Neu-Breisach) erődváros (ma: Haut-Rhin megye).
A hadtudomány mellett foglalkozott várostervezéssel, mezőgazdasággal, beleértve a földművelést és az állattenyésztést egyaránt, vízépítészettel (csatornák, zsilipek, akvaduktok építésével), statisztikával, közgazdaságtannal, adó- és pénzügyekkel, vallással és filozófiával. Különös érdeklődéssel fordult a szegény néprétegek életkörülményeinek javítása felé. Határozottan rámutatott a nantes-i ediktum visszavonásának, a hugenotta-üldözés újraindulásának gazdasági következményeire. Kiterjedt levelezést folytatott korának számos nagy gondolkodójával, köztük Louvois és Colbert miniszterekkel, írókkal, mint Racine, Fénelon és mások. 1699-től a Francia Akadémia tiszteletbeli tagja volt.
Vauban kevés munkáját jelentette meg, de sok gondolatát hagyta hátra „Mes Oysivetés” (kb: „Csapongó gondolataim”) címmel kézírásos formában. Ezek képezték az alapját a később a neve alatt megjelentetett mintegy 12 kötetnek.

## Építményei

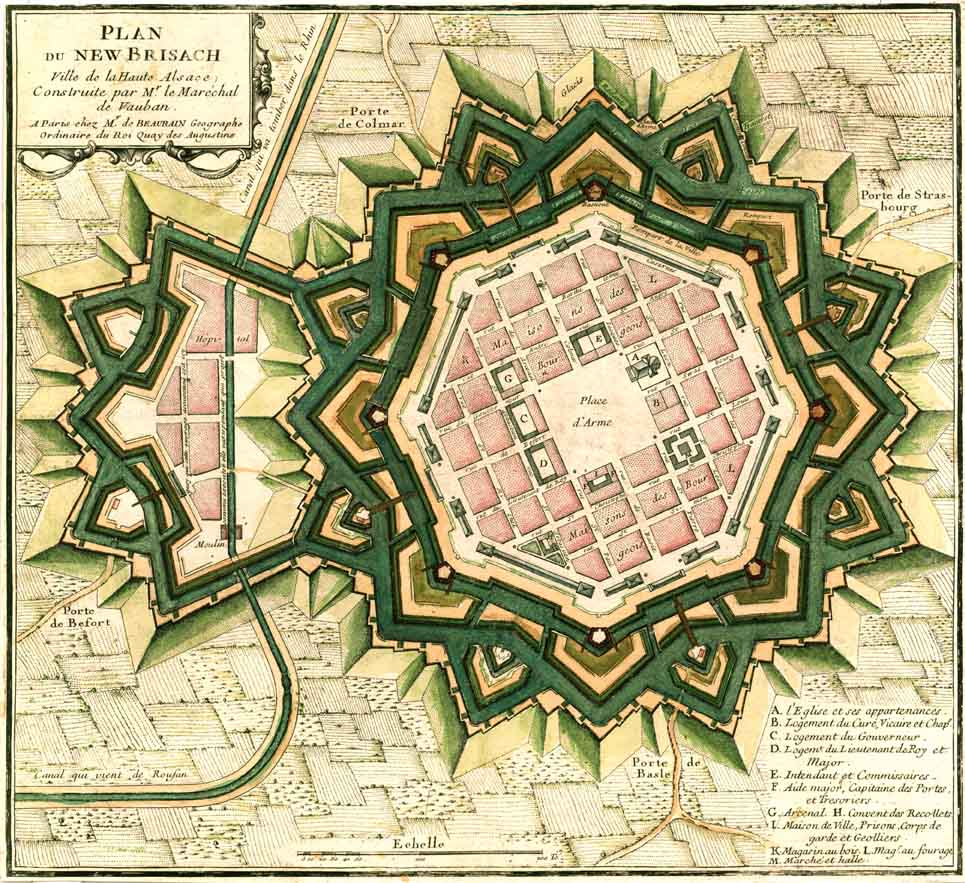
Neuf-Brisach - A citadella terve

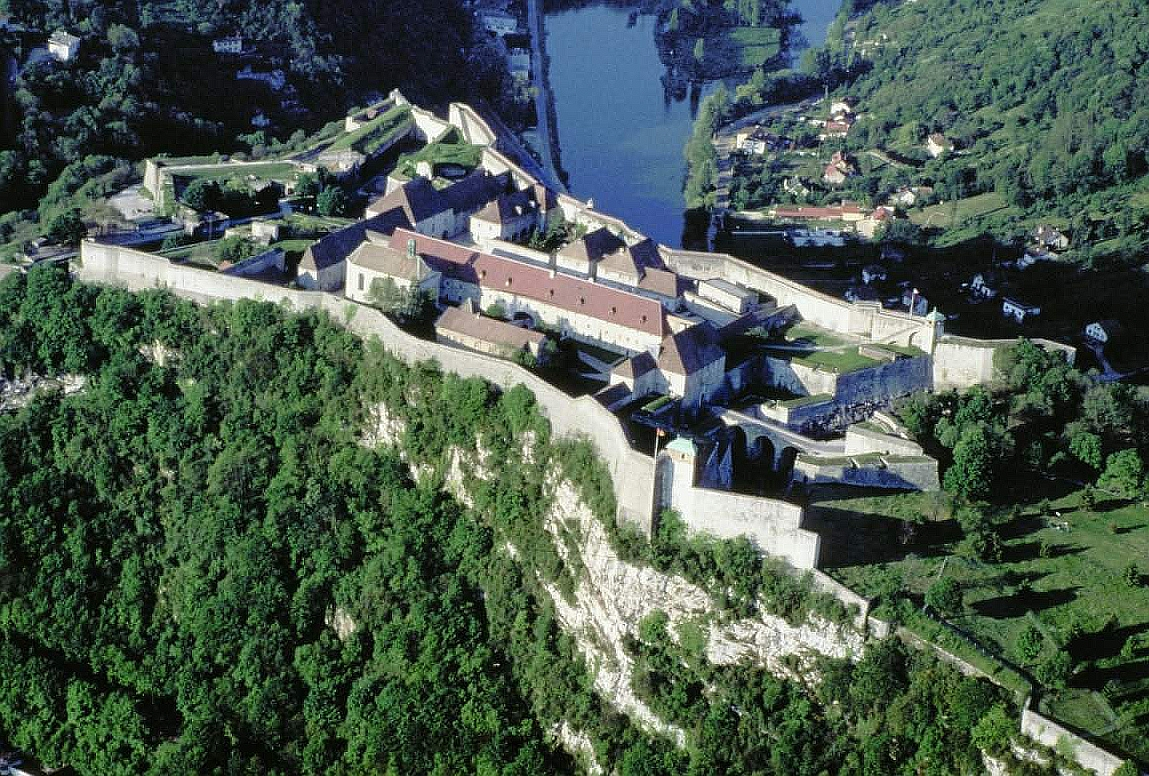
Besançon citadellája

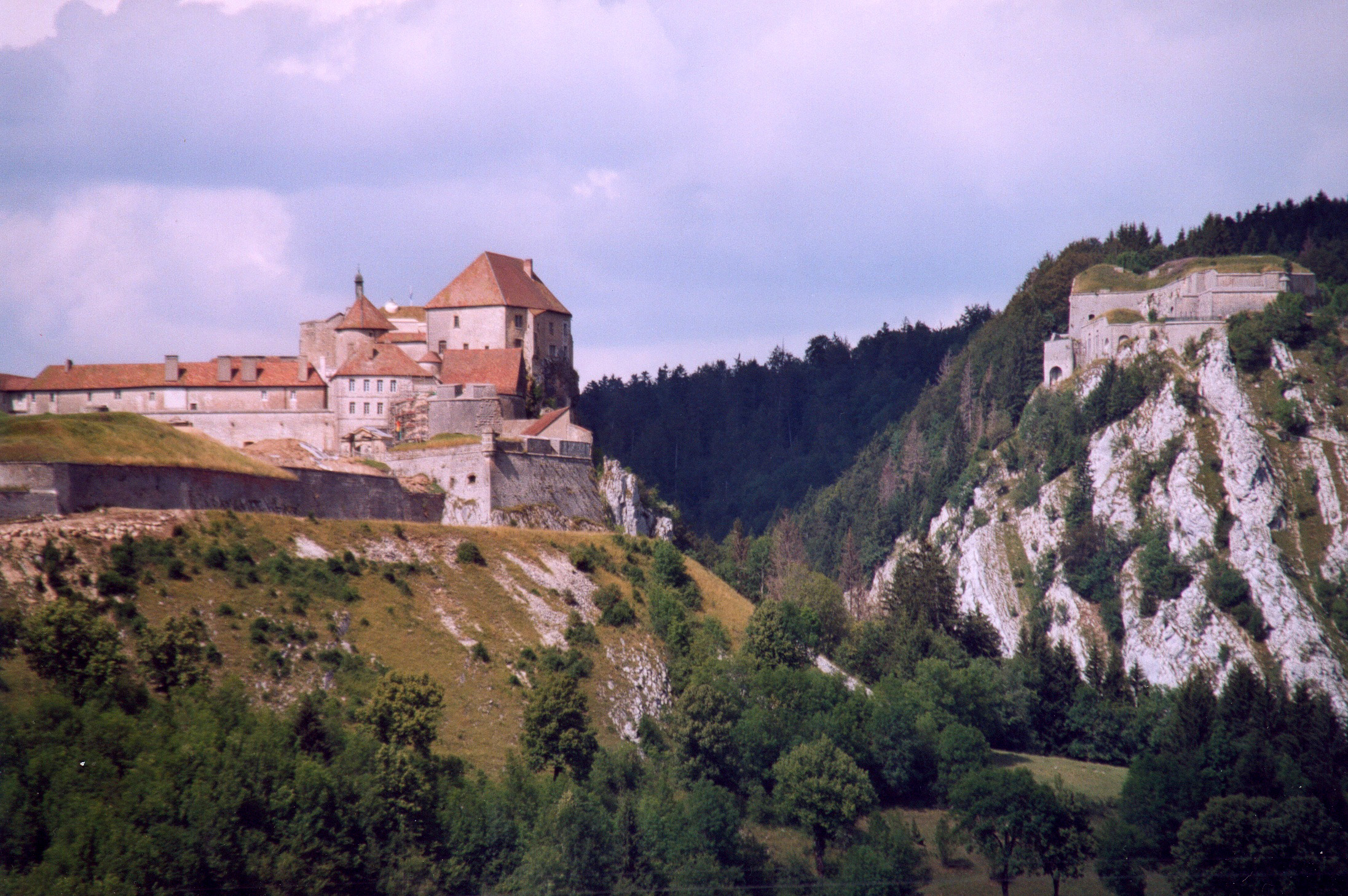
Fort de Joux

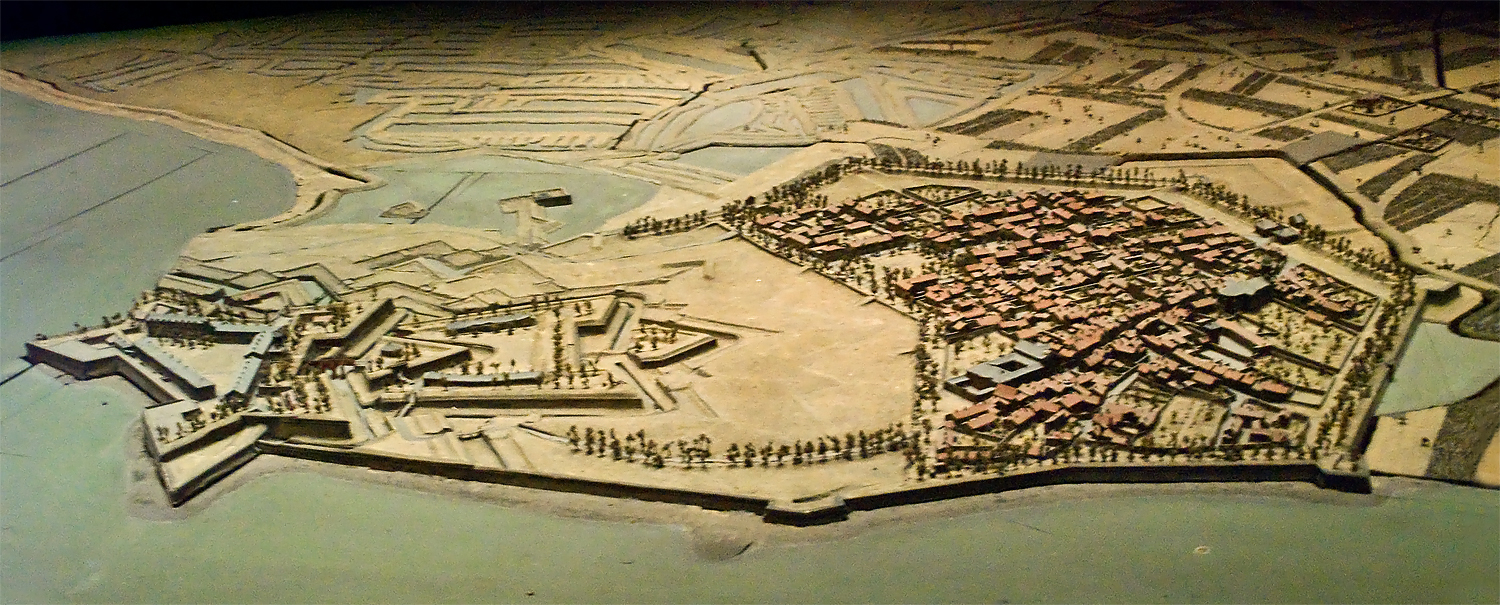
Oléron sziget erődjének makettje, Vauban tervei szerint

Vauban összesen mintegy 160 erődítmény ki- vagy átépítésében játszott vezető szerepet. Ezek közül egy kis válogatás:
- Arras (Pas-de-Calais)
- Bayonne (Aquitania)
- Belfort
- Besançon (Franche-Comté)
- Bitche (Lotaringia)
- Breisach am Rhein (Németország, Baden-Württemberg)
- Bouillon vára
- Colmars (Alpes-de-Haute-Provence)
- Condé-sur-l’Escaut (Nord-Pas-de-Calais)
- Dunkerque
- Entrevaux (Alpes-de-Haute-Provence)
- Freiburg im Breisgau (Németország, Baden-Württemberg)
- Fort Lagarde, Prats-de-Mollo-la-Preste (Languedoc-Roussillon)
- Fort Libéria, Villefranche-de-Conflent (Languedoc-Roussillon)
- Fort-Louis (Elzász)
- Haguenau (Elzász)
- Homburg (Saar-vidék)
- Huningue (Elzász)
- Landau (Rajna-Pfalz)
- Lichtenberg (Elzász)
- Luxembourg (Luxemburg fővárosa)
- Maubeuge (Nord (megye))
- Metz (Festung Metz) (Lotaringia)
- Mont Royal (Mosel mellett)
- Neuf-Brisach (Neubreisach, Elzász)
- La Petite-Pierre (Lützelstein, Elzász)
- Phalsbourg (Pfalzburg, Lotaringia)
- Philippsburg (Festung Philippsburg) (Baden-Württemberg)
- Saarlouis (Saar-vidék)
- Saint-Martin-de-Ré (Île de Ré, atlanti partvidék)
- Sélestat (Schlettstadt, Elzász)
- Strasbourg (Straßburg, Elzász)
- Toul (Toul, Meurthe-et-Moselle)
- Verdun (Lotaringia)

A Vauban által tervezett erődítmények közül az UNESCO 2008-ban tizenkettőt felvett a világörökségi listára.
Vauban-rendszerű volt sok közül Bécs (Wien). Még áll: Gyulafehérvár-, Arad-, Nagyvárad vára, amely szintén Vauban-rendszerű. Ezek UNESCO-védelem alá helyezése még nem kezdődött el.